# Pioneer Electronics 200 1994
Pioneer Electronics 200 1994 var ett race som var den elfte deltävlingen i PPG IndyCar World Series 1994. Racet kördes den 14 augusti på Mid-Ohio Sports Car Course. Al Unser Jr. tog sin sjätte seger för säsongen, och utökade sin mästerskapsledning, efter två mindre lyckade tävlingar. Det suveräna Marlboro Team Penske tog sin andra trippelseger för säsongen, med Paul Tracy som tvåa och Emerson Fittipaldi som trea.

## Slutresultat
| Plats | Förare                 | Team                     | Grid | Kvaltid  |
| ----- | ---------------------- | ------------------------ | ---- | -------- |
| 1     | Al Unser Jr.           | Marlboro Team Penske     | 1    | 1.07,773 |
| 2     | Paul Tracy             | Marlboro Team Penske     | 2    | 1.07,808 |
| 3     | Emerson Fittipaldi     | Marlboro Team Penske     | 3    | 1.07,816 |
| 4     | Robby Gordon           | Walker Racing            | 10   | 1.09,316 |
| 5     | Michael Andretti       | Chip Ganassi Racing      | 8    | 1.09,250 |
| 6     | Adrián Fernández       | Galles Racing            | 14   | 1.09,504 |
| 7     | Nigel Mansell          | Newman/Haas Racing       | 4    | 1.08,185 |
| 8     | Raul Boesel            | Dick Simon Racing        | 17   | 1.09,756 |
| 9     | Jacques Villeneuve     | Forsythe/Green Racing    | 6    | 1.08,992 |
| 10    | Mario Andretti         | Newman/Haas Racing       | 15   | 1.09,741 |
| 11    | Scott Sharp            | PacWest Racing           | 18   | 1.09,767 |
| 12    | Stefan Johansson       | Bettenhausen Motorsports | 21   | 1.09,942 |
| 13    | Arie Luyendyk          | Indy Regency Racing      | 28   | 1.12,095 |
| 14    | Jimmy Vasser           | Hayhoe Racing            | 12   | 1.09,407 |
| 15    | Dominic Dobson         | PacWest Racing           | 20   | 1.09,876 |
| 16    | Domenico Schiattarella | Project Indy             | 16   | 1.09,743 |
| 17    | Eddie Cheever          | A.J. Foyt Enterprises    | 23   | 1.10,696 |
| 18    | Hiro Matsushita        | Dick Simon Racing        | 26   | 1.11,493 |
| 19    | Mauro Baldi            | Dale Coyne Racing        | 27   | 1.11,812 |
| 20    | Mark Smith             | Walker Racing            | 19   | 1.09,797 |
| 21    | Teo Fabi               | Jim Hall Racing          | 13   | 1.09,504 |
| 22    | Scott Goodyear         | Budweiser King Racing    | 11   | 1.09,345 |
| 23    | Parker Johnstone       | Comptech Racing          | 24   | 1.10,916 |
| 24    | Claude Bourbonnais     | McCormack Motorsports    | 25   | 1.11,282 |
| 25    | Maurício Gugelmin      | Chip Ganassi Racing      | 5    | 1.08,894 |
| 26    | Mike Groff             | Rahal-Hogan Racing       | 9    | 1.09,302 |
| 27    | Bobby Rahal            | Rahal-Hogan Racing       | 7    | 1.09,009 |
| 28    | Willy T. Ribbs         | Walker Racing            | 22   | 1.09,979 |

Följande förare missade att kvalificera sig:
- Buddy Lazier
- Ross Bentley
- Marco Greco
- Jeff Wood